# Wawrzyniec Benzelstjerna Engeström
Wawrzyniec Stanisław Bonawentura Benzelstjerna Engeström herbu własnego
(ur. 8 maja 1829 w Poznaniu, zm. 22 października 1910 w Gryżynie) – polski arystokrata, poeta, literat, tłumacz, działacz społeczny i filantrop, wieloletni sekretarz Poznańskiego Towarzystwa Przyjaciół Nauk, popularyzator zacieśniania kontaktów polsko-szwedzkich. Dał się poznać jako inwentaryzator, organizator wystaw, popularyzator sztuki, fundator monumentów, protektor artystów oraz kolekcjoner dzieł.

## Życiorys
Jego dziadek, hr. Lars Benzelstierna d’Engeström (1751-1826), był posłem szwedzkim w Warszawie, sekretarzem i kanclerzem króla Gustawa III, a w czasie Sejmu Wielkiego aktywnym uczestnikiem prac nad Konstytucją 3 Maja, za co otrzymał złoty pierścień z napisem Fides manibus i indygenat. Zakochał się, poślubił Rozalię Chłapowską, a u schyłku życia osiadł w Wielkopolsce. Dziadkami ze strony matki byli Bonawentura Gajewski i Jolenta Mycielska. Rodzicami Wawrzyńca byli: Leokadia z Gajewskich (zm. 5 czerwca 1863) i Gustaw Stanisław Benzelstierna Engeström (1791-1850), generał rosyjski, gubernator Baku.
Gustaw jako osiemnastolatek wziął udział, jako porucznik dragonów gwardii króla Karola XIII, w wojnie Szwecji z Finlandią. Przed rokiem 1812 wstąpił do armii pruskiej, gdzie w stopniu majora został adiutantem feldmarszałka Blüchera. Pierwszą jego żoną była córka pruskiego generała Augusta Wilhelmina von Bardelebem. Po jej śmierci pojął za żonę Leokadię z Gajewskich. W okresie Królestwa Polskiego przeszedł do służby w wojsku polskim. Został zdekonspirowany jako szpieg rosyjski i parę lat po powstaniu listopadowym wyjechał do Rosji, porzucając żonę i syna. Został zmuszony do wyrzeczenia się praw ojcowskich. Został spisany formalny dokument w Petersburgu przed notariuszem spraw zagranicznych cesarstwa, parafowany także przez pruskie ministerstwo spraw zagranicznych. Doszedł Gustaw w Rosji do stopnia generała-majora, umierając w 1850 jako komendant twierdzy Baku nad Morzem Kaspijskim.
Wawrzyniec Engeström (imię otrzymał po dziadku, szwedzki Lars to Laurentius) wychowywany był przez babcię, Rozalię z Chłapowskich Engeströmową oraz matkę Leokadię z Gajewskich Engeströmową, w podpoznańskich Jankowicach, do momentu jego wyjazdu na nauki do Krakowa. Uczył się w słynnym wówczas zakładzie Józefa Kremera. W Krakowie wziął udział w antyaustriackim powstaniu w 1846. Motywy, które pchnęły siedemnastoletniego Wawrzyńca do udziału w rewolucji krakowskiej opisał w nieopublikowanych, a dziś zaginionych, wspomnieniach. Następnie uszedł do Prus, gdzie podjął studia we Wrocławiu i Berlinie.
W Berlinie w 1848 roku wziął udział w Wiośnie Ludów, jako członek polskiej Legii Akademickiej. Został skazany na rok twierdzy w Kostrzynie nad Odrą. Przeniósłszy się do Wrocławia, poznał tu najwybitniejszego poznańskiego romantycznego poetę Ryszarda Berwińskiego, z którym się przyjaźnił. Wydał jedyny numer „Znicza”. W 1853 ukończył studia. Mniej więcej w tym okresie pojął za żonę Jadwigę Borzewską (urodzoną z Piwnickiej) i osiedlił się w Królestwie. W roku 1857 przyszła na świat córka Maria.
Na wieść o wybuchu powstania styczniowego zorganizował we Lwowie biuro publicystyczne przy Rządzie Narodowym i stanął na jego czele. Redagował i wysyłał liczne broszury, pisma ulotne w języku polskim oraz francuskim. Opracował instrukcję dotyczącą informacji powstańczej i jej kolportowania. Uwięziony przez Austriaków w końcu lipca 1863 roku (zaledwie miesiąc wcześniej urodził mu się pierwszy syn - Stanisław) w zamienionym na więzienie klasztorze Karmelitów, w wyniku rewizji mieszkania Engeströma w hotelu George'a we Lwowie. W pierwszym dniu aresztowania powstać miał jego wiersz Modlitwa za Rząd Narodowy. W czasie tymczasowego uwięzienia miał on być na bieżąco informowany o wszystkim, co się dzieje, przez kilku, trudnych do zidentyfikowania z nazwiska, przyjaciół. Listy z tego okresu zostały przez adresata zebrane w jeden tom, opatrzone zostały nagłówkiem "1863". Został zwolniony z więzienia w 1864 dzięki wstawiennictwu rządu szwedzkiego, w tym jego przedstawiciela: ministra spraw zagranicznych Szwecji Manderströma.
Z rodziną wyjechał do Drezna, gdzie spotkał Józefa Ignacego Kraszewskiego, odtąd wieloletniego przyjaciela. Znów podjął działalność patriotyczną, zorganizował Koło Polaków i wydawał „Notatki drezdeńskie”. Organizuje pomoc materialną dla popowstaniowych emigrantów oraz dla polskiej, szkolnej młodzieży. Udziela się naukowo i wygłasza odczyty poświęcone historii i literaturze ojczystej.
Ostatecznie osiadł najpierw w Ostrowieczku (od 1870) i Poznaniu (od 1878). W 1880 roku otrzymał w spadku majątek w Rivfelsta (dziś Revelsta w gminie Enköping w regionie Uppsala) i nazwisko Benzelstierna po swojej prababce, Margarecie.
W tym samym roku został sekretarzem Poznańskiego Towarzystwa Przyjaciół Nauk, którą to funkcję pełnił aż do roku 1907. Na ten okres przypada szczególna aktywność hrabiego na polu popularyzowania sztuki. W roku 1881 miała miejsce pierwsza ekspozycja kolekcji PTPN-u, pt. Galeria artystów i rzeczy polskich. Był też Wawrzyniec inicjatorem i organizatorem Gabinetu Józefa Ignacego Kraszewskiego wchodzącego w skład Muzeum im. Mielżyńskich (1885). Wraz z redaktorem Dziennika Poznańskiego, Franciszkiem Dobrowolskim, był współautorem Wystawy Sztuk Pięknych w Pałacu hr. Działyńskich: jednej z trzech największych XIX-wiecznych ekspozycji czasowych w Poznaniu, na której wystawionych na widok publiczny zostało prawie 300 dzieł sztuki, w tym 65 będących własnością samego Engeströma. W 1888 utworzona zostaje, dzięki jego staraniom, poznańska filia krakowskiego Towarzystwa Przyjaciół Sztuk Pięknych. Wawrzyniec zostaje jej pierwszym prezesem, a biuro Towarzystwa początkowo znajduje się w jego mieszkaniu. W uznaniu zasług w 1897 zostaje mianowany pierwszym członkiem krakowskiego TPSP. Przyjaźnił się z artystami, np. Janem Styką i Maurycym Tębaczem, których dzieła zasiliły, staraniami hrabiego, kolekcje Poznańskiego Towarzystwa Przyjaciół Nauk i Muzeum im. Mielżyńskich. Na potrzeby Powszechnej Wystawy Krajowej z roku 1894 użyczył rycin ze swoich prywatnych zbiorów. W latach 1890–1892 był w Zarządzie Muzeum Narodowego Polskiego w Rapperswilu w Szwajcarii. Był inicjatorem, współfundatorem wzniesienia, przy okazji 300. rocznicy śmierci Jana Kochanowskiego, monumentu poety oraz członkiem komitetu jego budowy. Ufundował kaplicę grobową rodu Engeström przy kościele w Ceradzu Kościelnym. W kościele parafialnym w Gryżynie, gdzie mieszkała córka Wawrzyńca - Maria, ufundowany został krucyfiks. Zgromadzone przez siebie dzieła, w tym: obrazy, książki, militaria, pamiątki, itd. ofiarował Muzeum im. Mielżyńskich.
Utworzył Towarzystwo Kolonii Wakacyjnych Stella, którego był wieloletnim prezesem. Brał udział w organizowaniu stacji sanitarnej w Kobylnicy. Zainicjował też akcję leczenia ubogich dzieci mlekiem, która w okresie międzywojennym objęła całą Polskę pod hasłem "szklanka mleka".
Miał córkę Marię (1857-1899)i dwóch synów, Stanisława (1863-1932) i Edmunda (1869-1892).
Wraz z babką i szwedzkim dziadkiem spoczywa w kaplicy rodowej przy kościele pw. św. Stanisława Biskupa w Ceradzu Kościelnym. Upamiętniony ulicą i głazem zlokalizowanym na skwerze Ireny Bobowskiej na Ogrodach w Poznaniu.